# مقاطعة بريتسلاف
مقاطعة بريتسلاف (بالتشيكية: Okres Břeclav)‏ هي مقاطعة (أوكريس) في إقليم جنوب مورافيا في جمهورية التشيك.
عاصمة هذه المقاطعة هي بريتسلاف.

## اقرأ أيضاً
- مقاطعات جمهورية التشيك